# Elección para gobernador de Wyoming de 2022
La elección para gobernador de Wyoming de 2022 se realizó el 8 de noviembre.
El gobernador titular republicano Mark Gordon resultó reelecto para un segundo mandato.

## Primaria republicana

### Candidatos declarados
- Mark Gordon, gobernador titular.[1]
- Brent Bien, ingeniero civil y coronel retirado de la Marina.
- James Scott Quick, empresario.
- Rex Rammell, veterinario.[2]

### Resultados
| Candidatos     | Votos   | %    |
| -------------- | ------- | ---- |
|                | Votos   | %    |
| Mark Gordon    | 101,092 | 61,7 |
| Brent Bien     | 48,549  | 29,6 |
| Rex Rammell    | 9,373   | 5,7  |
| James S. Quick | 4,725   | 2,9  |
|                |         |      |
| Total          | 163,739 | 100  |
|                |         |      |
| Fuente: NPR    |         |      |

## Primaria demócrata

### Candidatos declarados
- Theresa Livingston.
- Rex Wilde.

### Resultados
| Candidatos         | Votos | %    |
| ------------------ | ----- | ---- |
|                    | Votos | %    |
| Theresa Livingston | 4,989 | 71,2 |
| Rex Wilde          | 2,016 | 28,8 |
|                    |       |      |
| Total              | 7,005 | 100  |
|                    |       |      |
| Fuente: NPR        |       |      |

## Resultados

### Generales
| Elección para gobernador de Wyoming 2022 | Elección para gobernador de Wyoming 2022 | Elección para gobernador de Wyoming 2022 | Elección para gobernador de Wyoming 2022 | Elección para gobernador de Wyoming 2022 |
| Partido                                  | Partido                                  | Candidato                                | Votos                                    | %                                        |
| ---------------------------------------- | ---------------------------------------- | ---------------------------------------- | ---------------------------------------- | ---------------------------------------- |
|                                          | Republicano                              | Mark Gordon                              | 143,676                                  | 78,72                                    |
|                                          | Demócrata                                | Theresa Livingston                       | 30,676                                   | 16,81                                    |
|                                          | Libertario                               | Jared Baldes                             | 8,154                                    | 4,47                                     |
|                                          |                                          |                                          |                                          |                                          |
| Total                                    | Total                                    | Total                                    | 182,506                                  | 100                                      |
|                                          |                                          |                                          |                                          |                                          |
| Fuente: 2022 Wyoming Election Results    |                                          |                                          |                                          |                                          |

### Por condado
| Condado     | Gordon (R) | Gordon (R) | Livingston (D) | Livingston (D) | Baldes (L) | Baldes (L) | Total   |        |
| Condado     | Votos      | %          | Votos          | %              | Votos      | %          | Total   | Votos  |
| ----------- | ---------- | ---------- | -------------- | -------------- | ---------- | ---------- | ------- | ------ |
| Condado     | Albany     | 7,448      | 62,25          | 4,133          | 34,55      | 383        | 3,20    | 11,964 |
| Big Horn    | 3,529      | 88,45      | 305            | 7,64           | 156        | 3,91       | 3,990   |        |
| Campbell    | 9,784      | 85,99      | 757            | 6,65           | 837        | 7,36       | 11,378  |        |
| Carbon      | 3,681      | 81,58      | 598            | 13,25          | 233        | 5,16       | 4,512   |        |
| Converse    | 3,796      | 85,48      | 355            | 7,99           | 290        | 6,53       | 4,441   |        |
| Crook       | 2,515      | 87,08      | 200            | 6,93           | 173        | 5,99       | 2,888   |        |
| Fremont     | 9,866      | 78,62      | 1,939          | 15,38          | 802        | 6,36       | 12,607  |        |
| Goshen      | 3,972      | 86,31      | 440            | 9,56           | 190        | 4,13       | 4,602   |        |
| Hot Springs | 1,525      | 82,88      | 218            | 11,85          | 97         | 5,27       | 1,840   |        |
| Johnson     | 3,182      | 89,23      | 268            | 7,52           | 116        | 3,25       | 3,566   |        |
| Laramie     | 22,067     | 76,37      | 5,765          | 19,95          | 1,064      | 3,68       | 28,896  |        |
| Lincoln     | 6,021      | 86,09      | 699            | 9,99           | 274        | 3,92       | 6,994   |        |
| Natrona     | 17,246     | 79,87      | 3,303          | 15,30          | 1,044      | 4,83       | 21,593  |        |
| Niobrara    | 704        | 88,44      | 46             | 5,78           | 46         | 5,78       | 796     |        |
| Park        | 9,700      | 84,98      | 1,286          | 11,27          | 428        | 3,75       | 11,414  |        |
| Platte      | 2,915      | 82,84      | 411            | 11,68          | 193        | 5,48       | 3,519   |        |
| Sheridan    | 9,335      | 82,46      | 1,616          | 14,28          | 369        | 3,26       | 11,320  |        |
| Sublette    | 2,899      | 86,20      | 341            | 10,14          | 123        | 3,66       | 3,363   |        |
| Sweetwater  | 8,827      | 78,61      | 1,871          | 16,66          | 531        | 4,73       | 11,229  |        |
| Teton       | 4,943      | 48,96      | 4,926          | 48,80          | 226        | 2,24       | 10,095  |        |
| Uinta       | 5,223      | 83,62      | 754            | 12,07          | 269        | 4,31       | 6,246   |        |
| Washakie    | 2,465      | 85,80      | 267            | 9,29           | 141        | 4,91       | 2,873   |        |
| Weston      | 2,033      | 85,42      | 178            | 7,48           | 169        | 7,10       | 2,380   |        |
|             |            |            |                |                |            |            |         |        |
| Total       | 143,676    | 78,72      | 30,676         | 16,81          | 8,154      | 4,47       | 182,506 |        |